# Església parroquial de la Immaculada (Albalat dels Tarongers)
L'església parroquial de la Immaculada és un temple catòlic situat a la plaça de la Puríssima Concepció, 6 al municipi d'Albalat dels Tarongers. És Bé de Rellevància Local amb identificador nombre 46.12.010-001.

## Història
Va poder tractar-se inicialment d'una mesquita reconvertida en església arran de la Reconquesta. Durant unes obres de consolidació de 1988, es van trobar restes humanes i ceràmiques de l'època.
La parròquia es va constituir en 1574.
L'edifici es va construir als segles xviii i XIX. Es va començar a construir en 1796, finalitzant-se en 1803. Va ser restaurada en 1886 i novament en 1996.

## Descripció
La construcció és d'estil neoclàssic. Destaca la cúpula i les quatre petxines decorades amb motius bíblics: Adam i Eva expulsats del Paradís, l'Arca de Noé, Jacob i Moisés amb els esbarzers cremant, i una vidriera de la Immaculada Concepció.